# Christian von Trzcinski
Christian von Trzcinski (* 12. Juli 1977 in Gummersbach) ist ein ehemaliger deutscher Eishockeyspieler, der auf der Position des Verteidigers spielte. In der Deutschen Eishockey Liga bestritt er 25 Spiele für die Kölner Haie sowie 27 Spiele für die Revierlöwen Oberhausen, in denen er punktlos blieb.

## Karriere
Christian von Trzcinski spielte von 1994 bis 1996 in der U20-Mannschaft der Kölner Haie, für die er in der Spielzeit 1995/96 auch einige Einsätze in der DEL-Mannschaft absolvierte. Zur Saison 1996/97 ging der Verteidiger in der zweithöchsten Spielklasse für den EHC Neuwied aufs Eis, für den er in 32 Spielen vier Punkte erzielte, bevor er noch vor Saisonende in die United States Hockey League zu den Des Moines Buccaneers wechselte. In der folgenden Spielzeit schnürte er für deren Ligakonkurrent Waterloo Black Hawks sowie für Langley Thunder aus der British Columbia Hockey League die Schlittschuhe, bevor er 1998 wieder in Deutschland für die Heilbronner Falken in der Bundesliga spielte.
In der Spielzeit 1999/2000 ging Christian von Trzcinski für den GEC Nordhorn in der 2. Bundesliga aufs Eis, sowie nach deren Spielbetriebseinstellung nach Insolvenz für den EC Ulm/Neu-Ulm in der Oberliga und für die Revierlöwen Oberhausen in der DEL. Von 2000 bis 2001 spielte er für den EHC Freiburg noch einmal in der 2. Bundesliga, bevor er 2002 seine aktive Laufbahn beim ERC Selb in der Oberliga beendete.

### International
Von Trzcinski vertrat die deutsche Eishockeynationalmannschaft bei der U18-Junioren-Europameisterschaft 1994.